# Tom Hayden
Thomas Emmet Hayden (ur. 11 grudnia 1939 w Detroit, zm. 23 października 2016 w Santa Monica) – amerykański działacz społeczny i polityczny, pisarz i polityk.
Był dyrektorem  Peace and Justice Resource Center w Los Angeles. Zajmował się działalnością antywojenną i walką o prawa obywatelskie. Radykalny działacz kontrkultury intelektualnej. W latach 60. XX wieku jeden z przywódców organizacji Studenci na rzecz Demokratycznego Społeczeństwa (SDS). Twórca Oświadczenia z Port Huron, który stanowił program SDS. W 1969 wraz z sześcioma innymi aktywistami (tzw. siódemka z Chicago) oskarżony o kierowanie antypaństwowym spiskiem i podżeganie do rozruchów, postawiony przed sądem i skazany na 5 lat więzienia. W 1973 sąd apelacyjny wyrok unieważnił, uznając, że proces przebiegał z pogwałceniem prawa.   
Był mężem aktorki Jane Fondy, ojcem aktora Troya Garity’ego.